# Estación General Paz (Corrientes)
General Paz es una estación ferroviaria ubicada en la localidad de Caá Catí, en el Departamento General Paz de la Provincia de Corrientes, República Argentina. 

## Servicios
Se encuentra precedida por el Embarcadero Paso Florentín, y es la terminal en el km 154, donde finaliza este ramal. 